# Długopole Dolne
Długopole Dolne (IPA: [dwuɡɔpɔlɛ dɔlnɛ], in tedesco Niederlangenau) è un villaggio nel comune urbano-rurale di Bystrzyca Kłodzka, all'interno del distretto di Kłodzko nel Voivodato della Bassa Slesia, nella Polonia sud-occidentale.
È situato a circa 6 km a sud di Bystrzyca Kłodzka, 21 km a sud di Kłodzko e 102 km a sud di Breslavia. Il villaggio ha una popolazione di 369 abitanti.